# Гемиле

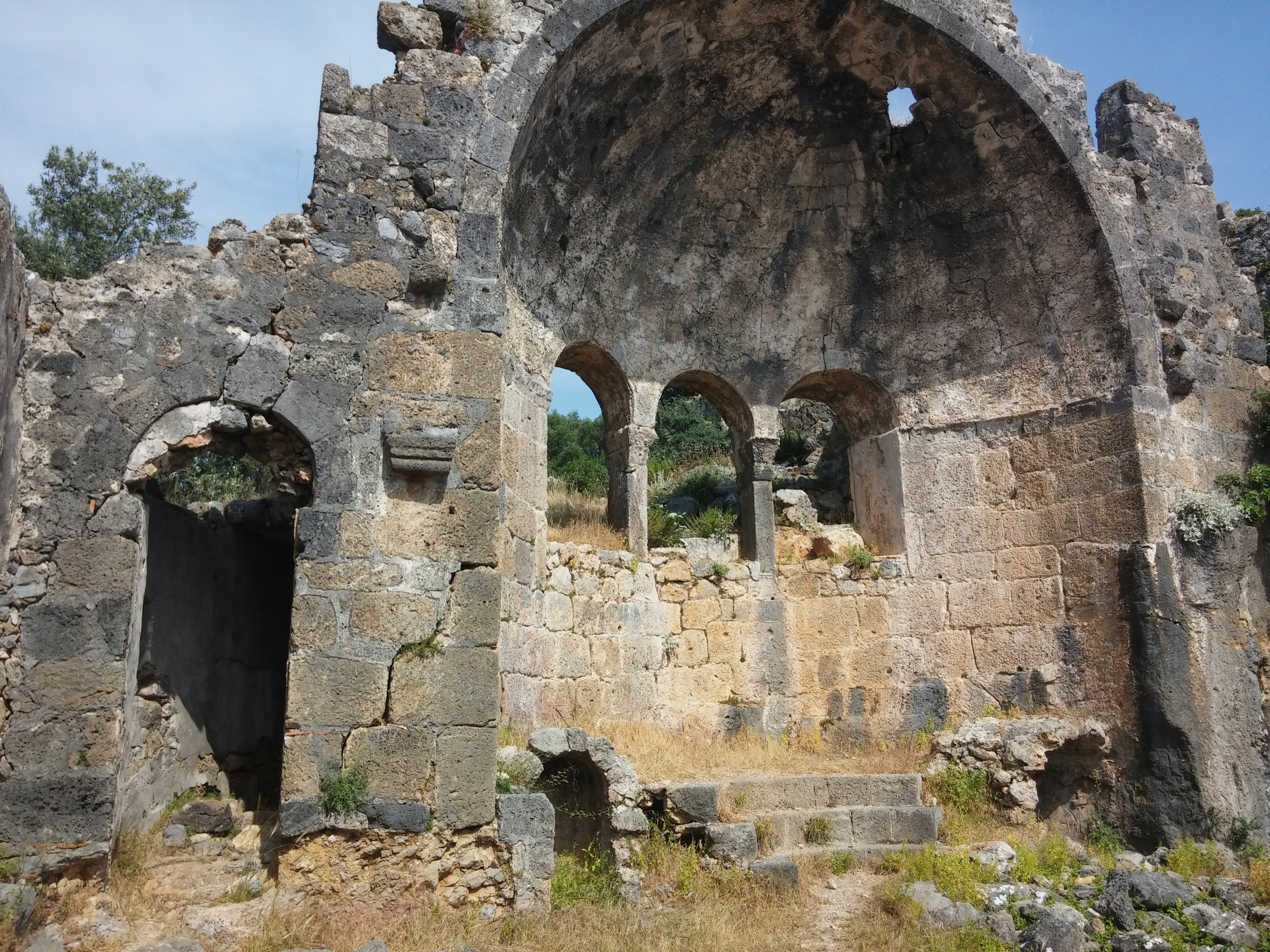
Сохранившаяся апсида церкви

Гемиле (тур. Gemile) — остров у побережья Турции недалеко от города Фетхие. На острове есть несколько руин церквей и зданий, построенных между IV и VI веками. Археологи предполагают, что остров может являться местом первоначального захоронения святого Николая Мирликийского.

## География
Небольшой остров расположен примерно в 9 километрах к югу от Фетхие, всего в 200 метрах от турецкого побережья. Это необитаемый скалистый островок. На удлиненном северном побережье находится небольшая пристань. Остальная береговая линия является скалистой и обрывистой.

## Достопримечательности
Византийские руины пяти церквей, построенных между IV и VI веками, связаны 350-метровым маршрутом .Помимо церквей на острове также находятся руины около 40 зданий и 50 христианских могил. Одна из церквей была вырублена прямо в скале на самой высокой точке острова. И сейчас можно разглядеть фрески и мозаики этой церкви.
Археологи предполагают, что остров мог являться местом первоначального захоронения Святого Николая. Турецкое название Gemiler Adası в переводе означает «Остров кораблей», что может указывать на Святого Николая, считающегося покровителем моряков. Уже в средние века этот остров был известен среди мореплавателей как Остров Святого Николая. Специалисты считают, что Николай мог быть похоронен в вырубленной в скале церкви. Его имя неоднократно встречается на стенах храма. Предположительно, мощи святого пролежали в церкви до 650-х годов, когда из-за приближающихся арабских флотов их перенесли в город Мира, расположенный примерно в 25 км к востоку.

## Туризм
Остров посещает множество туристических лодок, в большинстве своём выходящих из Олюдениза. На пристани могут швартоваться также частные яхты. Летом на острове действует небольшой ресторан.